# Starka
Starka (Santiago de Chile, 3 de diciembre de 1964) es una pintora surrealista que ha realizado obras de arte llenas de color donde la composición de diversos mundos mágicos muestran diferentes simbologías ancestrales y vida silvestre. Sus pinturas develan historias de personajes que encuentran la magia que radica en cada persona al plasmar sus metas, deseos y sueños.

## Estudios y carrera
Realiza estudios de Ingeniería Comercial en la Universidad Gabriela Mistral y un diplomado de Dibujo Gráfico en Inacap. En sus inicios trabaja como diseñadora en la agencia de publicidad Prolam. En su travesía, toma clases de pintura al Óleo en el taller del Maestro Sergio Stitchckin, cursos de dibujo, grabado y figura humana en la Universidad Católica. También toma cursos con el artista Klaudio Vidal, en el museo de la Solidaridad y de Escultura con el artista Carlanga en el Taller 99.
En palabras de Carmen Silva: "Pinta su vida, su amor, sus vivencias, sus creencias. Con una obstinación casi obsesiva, quiere aprender color, estructura y composición para decir eso que va sucediendo, sucediéndote. Quiere emprendérsela, se las emprende, con la tela, el pincel y el color. Corrige, repite, borra, insiste. De repente se da de narices con el dolor porque es joven y quiere decirlo todo hoy... ayer. Es valiente, insolente talentosa, casi adolescente. Puede cantar, bailar, criar, pero más que nada quiere y debe pintar y dibujar. Lo estás haciendo bien, respira hondo relájate, no te apures que tienes el don en los ojos, en el alma, en los huesos, en el cuerpo, el don de crear. Afirma bien los pies, agárrate fuerte a la vida, que siempre vas a pintar", diciembre de 1998.
Estudia la figura humana y grabado en la Pontificia Universidad Católica de Chile junto a Ignacio Villegas y Klaudio Vidal. Profundiza sus estudios de grabado en el Museo de la Solidaridad Salvador Allende y estudia escultura con Carlos Fernández.

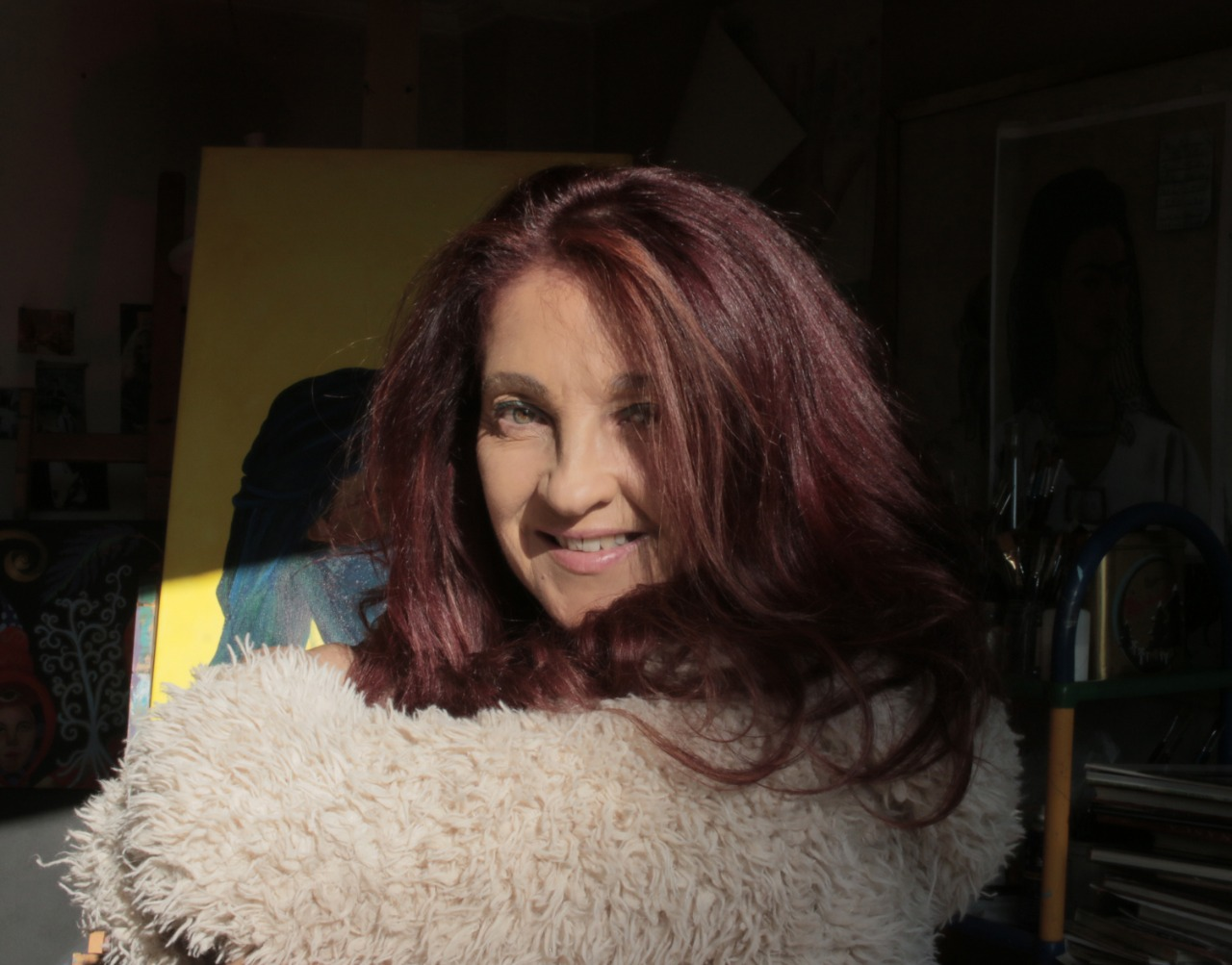
Retrato de Starka en su Arka

## Obras
- Sus obras han sido adquiridas mundialmente desde diferentes coleccionistas en Chile, EE. UU., El Salvador, Nicaragua, China, Arabia, Angola, y Argentina.
- Su obra Mujer Mapuche fue expuesta en el Musée du Louvre en 2018 en la sección Carrousel du Louvre.

## Exposiciones
- 1990 	 Decimocuarto Salón Nacional De Pintores Judíos Colectiva
- 1993 	 Corporación Cultural de las Condes Chile e Israel Unidos a través del arte
- 1993/97 	 Exposiciones Colectivas Centro Cultural de las Condes
- 1994 	 Exposición colectiva 50 aniversario  Instituto Hebreo
- 1997 	 Colectiva Cinearte Alameda: Artistas Emergentes II
- 1997 	 Colectiva Sala Viña con la maestra Carmen Silva
- 1998 	 Instituto Cultural Chileno Japonés, Mención honrosa en pintura
- 1998 	 Exposición individual  Galería Fabrics
- 1998 	 Exposición colectiva Cámara Chilena de la Construcción
- 1999 	 Colectiva 4.º circuito de arte  Valle del Elqui
- 2001	 Exposición en centro cultural Mercaz  Starka pintura y Leyla Havilio Escultura
- 2002 	 3.ª Bienal de pintores emergentes con Proyección de Futuro
- 2016 	 Plasmazúl exposición individual Museo Ruinas de Huanchaca
- 2017 	 Exposición Imaginación artistas Starka  y Basauri
- 2017 	 Colectiva  en México PIC NIC OF ART
- 2018 	 Colectiva grupo círculo alma 25, galería bosque nativo y hotel Enjoy de Puerto Varas
- 2018 	 Colectiva grupo círculo Caligramarte centro lector de Lo Barnechea
- 2018 	 Colectiva grupo Círculo Caleidoscopio galería arte marco
- 2018 	 Colectivo mayo Carrusel du Louvre, grupo de 10 chilenos representando a Chile
- 2018 	 IV Bienal Internacional de Arte Contemporáneo Argentina
- 2018 	 Colectiva grupo Círculo Zenda / Estadio Palestino
- 2018 	 Exposición colectiva Bienal de Buenos Aires
- 2018 	 Exposición colectiva Universidad de Talca
- 2019 	 Exposición colectiva Universidad de Linares
- 2019 	 Exposición colectiva Mesón Nerudiano
- 2019 	 Exposición individual  Galería de Arte de Viña CASASUR
- 2019 	 Exposición colectiva  MIAMI ART WEEK